# هاروود ۷۰۴۰
سیارک ۷۰۴۰ (به انگلیسی: 7040 Harwood، نامگذاری:2642P-L) هفت هزار و چهلمین سیارک کشف شده‌است که در ۲۴ سپتامبر ۱۹۶۰ کشف شد.
قدر مطلق سیارک برابر ۱۴٫۴۰ است.